# 前衛 (ミサイル)
前衛（ぜんえい、前卫、QianWei）とは、中華人民共和国の携帯式地対空ミサイル・システム（MANPADS; 中国語: 便携式防空导弹）。略称としてQWが用いられ、輸出名はヴァンガード（Vanguard）。

## 型
- QW-1（Vanguard 1）
- QW-2（Vanguard 2）
- QW-3
- QW-4